# Wiki Indaba
Wiki Indaba là một hội nghị có mối quan tâm đến chủ đề ở châu Phi, đây là hội con chính thức của tổ chức Wikimedia Foundation. Hội nghị tập chung vào đàm thoại và trình bày các chủ đề như dự án Wikimedia và Wikipedia, các phiên bản Wikipedia ngôn ngữ khác, phần mềm mã nguồn mở, kiến thức miễn phí, nội dung miễn phí và các dự án có ảnh hưởng đến châu Phi.

## Đại dịch Covid 19
Trước tình hình diễn biến phức tạp của đại dịch Covid 19, thì thành viên của hiệp hội đã lên kế hoạch chọn nơi tổ chức trực tiếp. Tuy nhiên, kể từ khi ảnh hưởng của Đại dịch COVID-19, thì mọi người đã tổ chức hội nghị theo 2 cách trực tuyến và trực tiêp. Hội nghị gần đây nhất vào 2021 tổ chức trực tuyến và trực tiếp diễn ra tại Uganda, số người tham gia hội nghị trực tuyến còn nhiều gấp đôi hội nghị trực tiếp.

## Hội nghị qua các năm
| Hình thiệu | Hội nghị        | Diễn ra       | Quốc gia tổ chức      |
| ---------- | --------------- | ------------- | --------------------- |
|            | WikiIndaba 2014 | 20-22 tháng 6 | Johannesburg, Nam Phi |
|            | WikiIndaba 2017 | 20–22 tháng 1 | Accra, Ghana          |
|            | WikiIndaba 2018 | 16–18 tháng 3 | Tunis, Tunisia        |
|            | WikiIndaba 2019 | 8-10 tháng 11 | Abuja, Nigeria        |
|            | WikiIndaba 2021 | 5–7 tháng 11  | Kampala, Uganda       |

## Một số hội nghị liên quan
- WikiAfrica
- WikiConference Ấn Độ
- WikiConference Bắc Mỹ
- Wikipedia Summit India
- WikiSym
- Wikimania